# قسم إرم الريفي (مقاطعة دشتستان)
قسم إرم الريفي (بالفارسية: دهستان ارم) هي قسم تقع في إيران في ناحية ارم. يقدر عدد سكانها بـ 6,116 نسمة .